# Bebelplatz
Bebelplatz (tidligere Opernplatz eller Forum Fridericianum) er en offentlig plads langs sydsiden af paradegaden Unter den Linden i Berlin. Den dannes af Staatsoper Unter den Linden mod øst, Humboldt-universitetet mod vest, og St. Hedwigskatedralen mod syd. Pladsen er opkaldt efter August Bebel, det tyske socialdemokratiske partis (SPD) leder i 1800-tallet.
Bebelplatz er stedet hvor den kendte bogbrænding den 10. maj 1933 fandt sted. Efter initiativ fra Joseph Goebbels, Hitlers propagandaminister, brændte SA og nazistiske ungdomsorganisationer over 20.000 bøger her, hovedsagelig af jødiske forfattere, bl.a. Thomas Mann, Heinrich Heine og Karl Marx.